# Copaxa vetusta
Copaxa vetusta är en fjärilsart som beskrevs av Hoffmann 1942. Copaxa vetusta ingår i släktet Copaxa och familjen påfågelsspinnare. Inga underarter finns listade i Catalogue of Life.